# Canadian Broadcasting Corporation
Canadian Broadcasting Corporation (CBC), er et canadisk statligt selskab som står for nyhedsudsendelse af national radio og TV i Canada. Selskabet hedder la Société Radio-Canada (Radio-Canada eller SRC) på fransk. De kendes også under samlenavnet CBC/Radio-Canada.
CBC er det ældste nyhedsselskab i Canada, og blev først etableret i sin nuværende form den 2. november 1936. Radiotjenester de leverer er blandt andet CBC Radio One, CBC Radio 2, CBC Radio 3, Première Chaîne, Espace musique og den internasjonale radiotjenesten Radio Canada International. Af TV-kanaler har de CBC Television, Télévision de Radio-Canada, CBC Newsworld, le Réseau de l'information, ARTV (deleierskap), Documentary og Bold. CBC yter også tjenester i kanadiske Arktis under navnene CBC North og Radio Nord Québec.